# Stephanie Hodge
Stephanie Hodge (Wilmington, 24 december 1956) is een Amerikaans actrice en schrijfster.

## Biografie
Hodge groeide op in een quakerfamilie. Ze studeerde aan het Wilmington College te Wilmington (Ohio) en ging daarna naar de Ohio State University in Columbus waar ze een theateropleiding volgde.
Haar toneelcarrière begon ze als stand-upcomedian in de Minneapolis comedyclub en in het Guthrie Theater aldaar. Ze vertrok in 1986 naar Los Angeles waar ze optrad in comedyclub Igby's en de aandacht trok van mensen van de National Broadcasting Company (NBC). Ze kreeg in 1989 een kleine rol naast Nell Carter in een niet uitgezonden pilot genaamd Morton's By the Bay.
Hodge vond daarna werk bij de omroep CBS waar ze eerst als stand-upcomedian, en in 1990 als actrice aan de slag kon. Haar eerste acteerrolletje was als Loretta in de korte serie Sugar and Spice.
Stephanie Hodge is getrouwd met Lance Lyon, ze hebben samen een dochter.

### Films
- 2011 Foreskin Intervention (korte film) als moeder
- 2004 Combustion als Stella
- 2001 Evolution als Jill Mason
- 1990 Almost an Angel als serveerster
- 1989 I, Madman als Mona
- 1988 Big Top Pee-wee als zeemeermin

### Televisieseries
- 2010 Warren the Ape
- 2010 Good Luck Charlie als Miss Covington
- 2008 Yes Man als kaartjesverkoopster
- 2006 One on one als Jackie
- 2006 The War at Home als Rachel
- 2005 Twins als Rita
- 2005 The Suite Life of Zack and Cody als Brianna's moeder
- 2004 NCIS als sheriff Charlene Dupray
- 2003 Reba als carrièrebemiddelaarster
- 1999 King of the Hill als Wendy
- 1995-1998 Unhappily Ever After als Jennie Malloy
- 1994 Muddling Through als Connie Drego
- 1991-1993 Nurses als zuster Sandy Miller
- 1990-1991 My Talk Show als Angela Davenport
- 1990 Sugar and Spice als Bonnie Buttram

- Library of Congress Control Number: no2019004022
- Virtual International Authority File: 2491154741637553110004